# Caeneressa eurymelaena
Caeneressa eurymelaena är en fjärilsart som beskrevs av Obraztsov 1957. Caeneressa eurymelaena ingår i släktet Caeneressa och familjen björnspinnare. Inga underarter finns listade i Catalogue of Life.